# Chlorogomphus campioni
Chlorogomphus campioni – gatunek ważki z rodziny Chlorogomphidae.